# Tye Sheridan
Tye Sheridan, född 11 november 1996 i Elkhart, Texas, USA, är en amerikansk skådespelare.

## Karriär
Tye Sheridan började sin skådespelarkarriär i Terrence Malicks experimentella film The Tree of Life (2011), där också Brad Pitt, Sean Penn och Jessica Chastain medverkade. Hans första huvudroll kom i Mud (2012), där han spelade mot bland andra Matthew McConaughey och Reese Witherspoon. År 2013 spelade han mot Nicolas Cage i dramafilmen Joe. År 2016 var han Scott Summers/Cyclops i storfilmen X-Men: Apocalypse.

## Filmografi (urval)
- 2011 – The Tree of Life
- 2012 – Mud
- 2013 – Joe
- 2014 – Last Man Standing (Avsnitten "Tasers" och "Mutton Busting")
- 2014 – The Forger
- 2015 – Last Days in the Desert
- 2015 – The Stanford Prison Experiment
- 2015 – Dark Places
- 2015 – Scouts Guide to the Zombie Apocalypse
- 2015 – Grass Stains
- 2015 – Entertainment
- 2016 – X-Men: Apocalypse
- 2016 – The Yellow Birds
- 2018 – Ready Player One
- 2018 – Dark Phoenix